# Вікторенко Олександр Степанович
Вікторенко Олександр Степанович (рос. Викторенко Александр Степанович; 29 березня 1947 — 10 серпня 2023) — льотчик-космонавт СРСР, полковник (05.08.1987). Герой Радянського Союзу (1987).

## Біографія
Народився 29 березня 1947 року в селі Ольгинка Сергеєвського району Північноказахстанської області Казахстану в родині військовослужбовця. Росіянин.
У 1965 році закінчив Сухарабовську середню школу в Північно-Казахстанській області. У 1969 році з відзнакою закінчив Оренбурзьке вище військове авіаційне училище льотчиків імені І. С. Полбіна і здобув диплом льотчика-інженера.
З 9 червня 1969 року служив старшим льотчиком 759-го окремого мінно-торпедного авіаційного полку Двічі Червонопрапорного Балтійського флоту (ДКБФ). З 12 жовтня 1971 року служив командиром корабля, правим льотчиком 240-го гвардійського морського ракетоносного авіаційного полку ДКБФ. З 13 серпня 1973 року — командир корабля 15-го окремого далекого розвідувального авіаційного полку ДКБФ.
Наказом Головкому ВПС СРСР № 374 від 23 травня 1978 року зарахований у загін космонавтів ЦПК ВВС на посаду слухача-космонавта. З 23 травня 1978 по 24 лютого 1982 року проходив загальнокосмічну підготовку. З метою здобуття кваліфікації льотчика-випробувача для подальших робіт за програмою «Буран» з 6 жовтня 1978 по 2 липня 1979 року проходив підготовку як слухач 267-го Центру випробування авіаційної техніки та підготовки льотчиків-випробувачів у місті Ахтубінську Астраханської області. 24 лютого 1982 року Олександр Вікторенко здобув кваліфікацію «космонавт-випробувач».
Протягом 1982—1983 років проходив підготовку в групі міжнародних космічних програм.
З 1983 по лютий 1984 року готувався як командир резервного екіпажу за програмою експедиції відвідування на станцію «Салют-7» (ЕО-5) разом із Віталієм Севастьяновим і Римантасом Станкявичусом, з листопада 1983 по лютий 1984 року — лише з Віталієм Севастьяновим.
З 1 вересня 1984 по 17 вересня 1985 року проходив підготовку як командир другого екіпажу КК «Союз Т-14» за програмою 5-ї основної експедиції на станцію «Салют-7» разом із Олександром Александровим (у березні замінений Геннадієм Стрекаловым) і Євгеном Салеєм. 17 вересня 1985 року під час старту КК «Союз Т-14» був дублером командира корабля.
З листопада 1985 по березень 1986 готувався як командир другого екіпажу КК «Союз Т-15» за програмою 1-ї основної експедиції на ОС «Мир» (ЕО-1) разом з Олександром Александровим. Під час старту КК «Союз Т-15» 13 березня 1986 року був дублером командира корабля.
З грудня 1986 по липень 1987 року проходив підготовку як командир першого екіпажу експедиції відвідування (ЕВ-1) на ОС «Мир» за радянсько-сирійською програмою разом із Олександром Александровим і Мухамедом Фарисом (Сирія).
Протягом січня-листопада 1988 року проходив підготовку як командир другого екіпажу за програмою 4-ї основної експедиції на ОС «Мир» (ЕО-4) і радянсько-французької програми, разом із Олександром Серебровим і Мішелем Тоньїні (Франція). Під час старту «Союз ТМ-7» 26 листопада 1988 року був дублером командира корабля.
З грудня 1988 року по серпень 1989 року готувався як командир основного екіпажу за програмою 5-ї основної експедиції на ОС «Мир» (ЕО-5), разом з Олександром Серебровим (з лютого по квітень 1989 року разом з Олександром Баландіним).
З грудня 1990 по травень 1991 року готувався як командир резервного екіпажу за програмою 9-ї основної експедиції на ОС «Мир» (ЕО-10) разом із Сергієм Авдеєвим.
З травня по вересень 1991 року готувався як командир другого екіпажу за програмою 10-ї основної експедиції на ОК «Мир» (ЕО-10) та радянсько-австрійською програмою «Аустромир-92» разом із Сергієм Авдеєвим і Клеменсом Лоталлером (Австрія), (після об'єднання у липні польотів за австрійською та казахською програмами Сергія Авдеєва замінив Талгат Мусабаєв). Під час старту «Союз ТМ-13» 2 жовтня 1991 року був дублером командира корабля.
З жовтня 1991 року по лютий 1992 року готувався як командир першого екіпажу за програмою 11-ї основної експедиції на ОС «Мир» (ЕО-11) та програмі «MIR-92» разом із Олександром Калері і Клаусом-Дітріхом Фладе (ФРН).
У серпні-грудні 1993 року проходив підготовку до польоту як командир резервного екіпажу 14-ї основної експедиції на ОС «Мир» (ЕО-14), разом із Оленою Кондаковою. Під час старту «Союз ТМ-19» 1 липня 1994 року був дублером командира корабля.
Протягом лютого-липня 1994 року проходив підготовку до польоту як командир другого екіпажу 16-ї основної експедиції на ОС «Мир» (ЕО-16), разом із Оленою Кондаковою. Під час старту «Союз ТМ-19» 1 липня 1994 року був дублером командира корабля.
У серпні-жовтні 1994 року проходив підготовку до польоту як командир основного екіпажу 17-ї основної експедиції на ОС «Мир» (ЕО-17) та програмі «Євромир-94», разом із Оленою Кондаковою й Ульфом Мербольдом (ЄКА).
30 травня 1997 року полковник О. С. Вікторенко вийшов у запас. Відрахований із загону космонавтів за віком 21 липня 1997 року.
Мешкав у Зоряному містечку Щолковського району Московської області.
Помер 10 серпня 2023 року.

## Космічні польоти

### 1987
Перший космічний політ Олександр Вікторенко здійснив з 22 по 30 липня 1987 року як командир 1-ї експедиції відвідування на ОС «Мир» за радянсько-сирійською програмою. Стартував на КК «Союз ТМ-3» разом із Олександром Александровим і Мухамедом Фарисом, повернувся на КК «Союз ТМ-2» разом із Олександром Лавейкіним і Мухамедом Фарисом.
Тривалість польоту становила 7 діб 23 години 04 хвилини 55 секунд.

### 1989—1990
Другий космічний політ Олександр Вікторенко здійснив з 6 вересня 1989 по 19 лютого 1990 року як командир 5-ї основної експедиції на ОС «Мир» (ЕО-5) і КК «Союз ТМ-8», разом із Олександром Серебровим. Під час польоту виконав 5 виходів у відкритий космос для випробувань нових скафандрів «Орлан-ДМА» і засобів пересування космонавта:
1. 08.01.1990 — тривалістю 2 години 56 хвилин;
2. 11.01.1990 — тривалістю 2 години 54 хвилини;
3. 26.01.1990 — тривалістю 3 години 02 хвилини;
4. 01.02.1990 — тривалістю 4 години 59 хвилин;
5. 05.02.1990 — тривалістю 3 години 45 хвилин;

Тривалість польоту склала 166 доби 06 годин 58 хвилин 15 секунд.

### 1992
Свій третій космічний політ Олександр Вікторенко здійснив з 17 березня по 10 серпня 1992 року як командир 11-ї основної експедиції на ОС «Мир» та КК «Союз ТМ-14», разом із Олександром Калері й Клаусом-Дітріхом Фладе. Під час польоту виконав 1 вихід у відкритий космос:
1. 08.07.1992 — тривалістю 2 години 03 хвилини;

Тривалість польоту склала 145 діб 14 годин 10 хвилин 32 секунди.

### 1994—1995
Свій останній, четвертий, космічний політ Олександр Вікторенко здійснив з 3 жовтня 1994 року по 22 березня 1995 року як командир 17-ї основної експедиції на ОС «Мир» та КК «Союз ТМ-20», разом із Оленою Кондаковою.
Тривалість польоту склала 169 діб 05 годин 21 хвилина 35 секунд.

## Нагороди
Указом Президії Верховної Ради СРСР від 30 липня 1987 року за успішне виконання космічного польоту та виявлені при цьому мужність і героїзм, Вікторенку Олександру Степановичу присвоєне звання Героя Радянського Союзу з врученням ордена Леніна і медалі «Золота Зірка» (№ 11555).
Нагороджений орденами Жовтневої Революції (1990), Дружби народів (1992), «За заслуги перед Вітчизною» 3-го ступеня (10.04.1995), медалями.
Герой Сирійської Арабської Республіки (1987). У 1988 році присвоєний титул Офіцера Ордена Почесного Легіону, а у березні 1999 року — титул Командора Ордена Почесного Легіону (Франція).